# Леонора Карингтън
Леонора Карингтън (на английски: Leonora Carrington) е английско-мексиканска художничка, скулпторка и писателка.

## Биография

### Произход и младежки години
Родена е на 6 април 1917 година в Клейтън ле Удс в Ланкашър в католическото семейството на индустриалец.
Баща ѝ Харолд Уайлд Карингтън (1880-1950) е заможен текстилен производител, а майка ѝ Мари (по баща Мурхед) е от Ирландия. Леонора има трима братя: Патрик, Джералд и Артър. Между 1920 и 1927 г. живее в Крукни Хол, голяма къща в Кокъръм, което оказва голямо влияние върху нейното въображение.
Образована от гувернантки, възпитатели и монахини, тя е изключвана от две училища, включително от New Hall School в Челмсфорд, заради бунтарското си поведение, докато семейството ѝ не я изпраща във Флоренция, където посещава Художествената академия на г-жа Пенроуз. За кратко посещава и манастирското училище „Св. Мария“ в Аскот. През 1927 г., на 10-годишна възраст, тя вижда първата си сюрреалистична картина в галерия на левия бряг в Париж, а по-късно се познава с много сюрреалисти, включително с Пол Елюар. Баща ѝ се противопоставя, когато научава, че тя се кани да прави кариера на художник, но майка ѝ я насърчава. Тя се завръща в Англия и е представена в кралския двор, но според мемоарите ѝ си носела екземпляр от „Без очи в Газа“ (1936) на Олдъс Хъксли, за да си чете по време на официалностите. През 1935 г. тя посещава училището по изкуства Челси в Лондон за една година и с помощта на приятеля на баща си Серж Чермайеф успява да се запише в Академията за изящни изкуства „Озанфан“, създадена от френския модернист Амеде Озанфан в Лондон (1936-1938).
Запознава се със сюрреализма от екземпляр на книгата на Хърбърт Рийд, „Сюрреализмът“ (1936), даден ѝ от майка ѝ, но тя все пак получава твърде слабо насърчение от семейството си за желанието да гради артистична кариера. Сюрреалистичният поет Едуард Джеймс е най-големият радетел на нейното творчество във Великобритания; Джеймс купува много от нейните картини и организира изложба през 1947 г. с нейните творби в галерия „Пиер Матис“ в Ню Йорк. Някои творби все още висят в някогашната семейна къща на Джеймс, в момента West Dean College в Уест Дийн, Западен Съсекс.

### Връзка с Макс Ернст
През 1936 г. Карингтън вижда картини на германския сюрреалист Макс Ернст на Международната сюрреалистична изложба в Лондон и е омаяна от него, преди дори да го е видяла. През 1937 г. Карингтън се запознава лично с Ернст на парти в Лондон. Стават двойка и се връщат заедно в Париж, където Ернст бързо се разделя със съпругата си. През 1938 г. двамата напускат Париж и се установяват в Сен Мартен д'Ардеш в Южна Франция. Подкрепят се взаимно като художници. Създават скулптури на животни пазители (Ернст създава своите птици, а Карингтън – гипсова конска глава), за да украсят дома си в Сен Мартен д'Ардеш. През 1939 г. Карингтън и Ернст взаимно си рисуват един на друг портрети. И двамата улавят амбивалентността в отношенията си, но докато „Триумфът на любовта“ на Ернст включва и двамата художници в композицията, „Портретът на Макс Ернст“ на Карингтън се фокусира единствено върху Ернст и е изпъстрен с тежка символика. Портретът не е първата ѝ сюрреалистична творба; през 1937–1938 г. Карингтън рисува свой автопортрет (картината носи и заглавието „Страноприемницата на коня на зората“), сега изложен в Музея на изкуствата „Метрополитън“. Облечена в бели панталони и с буйна грива, Карингтън е кацнала на ръба на стол в тази любопитна, съновидна сцена, протегнала ръка към скачаща хиена и гърбом към люлеещ се кон без опашка, летящ зад нея.
С началото на  Втората световна война Ернст, който е германец, е арестуван от френските власти като „потенциално враждебен чужд гражданин“. Със застъпничеството на Пол Елюар и други приятели, включително на американския журналист Вариан Фрай, той е освободен след няколко седмици. Скоро след като нацистите нахлуват във Франция, Ернст отново е арестуван, този път от Гестапо, тъй като неговото изкуство е смятано от нацистите за „изродено“. Той успява да избяга и, оставяйки Карингтън, бяга в Съединените щати с помощта на Пеги Гугенхайм, която е прочут покровител на модерното изкуство.
След ареста на Ернст Карингтън е съсипана и се съгласява да отиде в Испания с приятелка, Катрин Яроу. Отсяда при семейни приятели в Мадрид, докато парализиращото безпокойство я довежда до психотичен срив и е настанена в приют. Приложена ѝ е електроконвулсивна терапия и е лекувана с лекарствата Cardiazol (мощен конвулсант) и Luminal (барбитурат). След като е освободена от приюта, е оставена на грижите на гледач, а родителите ѝ в крайна сметка решават да я изпратят в санаториум в Южна Африка. На път за Южна Африка тя спира в Португалия, където успява да избяга от пазачите си. Отива в посолствота на Мексико, където намира Ренато Ледук, поет и мексикански посланик. Ледук е приятел на Пабло Пикасо (познават се от битките с бикове) и се съгласява на фиктивен брак с Карингтън, така че тя да получи имунитета, даван на съпругата на дипломат. Двамата се развеждат през 1943 г. Междувременно Ернст се жени за Пеги Гугенхайм в Ню Йорк през 1941 г. Този брак приключва няколко години по-късно. Ернст и Карингтън така и не възобновяват връзката си.

### Мексикански период
След като прекарват една година в Ню Йорк, Ледук и Карингтън заминават за Мексико, където много европейски художници през 1942 г. бягат в търсене на убежище, което тя обиква и където живее до края на живота си.
По-късно тя се омъжва за Емерико Уайз (с прякор „Чики“), роден в Унгария през 1911 г., фотограф и сътрудник на Робърт Капа по време на Гражданската война в Испания. Заедно те имат двама сина: Габриел, интелектуалец и поет, и Пабло, лекар и художник сюрреалист. Чики Уайз умира на 17 януари 2007 г. в дома си на 97-годишна възраст.
Леонора Карингтън умира на 25 май 2011 г. в Мексико заради усложнения след прекарана пневмония.

## Галерия
- Скулптура в Мексико сити
- Птицеловецът
- Къщата с ателие на Леонора Карингтън в предградие на Мексико Сити
- Къщата с ателие на Леонора Карингтън в предградие на Мексико Сити
- Къщата с ателие на Леонора Карингтън в предградие на Мексико Сити
- Скулптура в къщата с ателие на Леонора Карингтън в предградие на Мексико Сити
- „Изобретателят на атола“ на входа на музея на Карингтън в Сан Луис Потоси
- Скулптура в музея на Карингтън в Сан Луис Потоси

## За нея
- Susan L. Aberth. Leonora Carrington: Surrealism, Alchemy and Art (2010)
- Elena Poniatowska. Leonora (2011)
- Kissane, Sean. Leonora Carrington The Celtic Surrealist (2013)
- Joanna Moorhead, The Surreal Life of Leonora Carrington (Virago, 2017)